# Karl-Heinz Hoffmann (rechts-extremist)
Karl-Heinz Hoffmann (Neurenberg, 27 oktober 1937) is een Duits rechts-extremist. Hoffmann is bekend geworden als oprichter van de in 1980 verboden Wehrsportgruppe Hoffmann.
Hoffmanns vader was arts en sneuvelde in de Tweede Wereldoorlog in 1940. De familie verhuisde naar Thüringen, waar Hoffman in Kahla opgroeide. Hier kreeg hij zijn opleiding tot porseleinschilder. Sinds 1949 lag Kahla in de DDR en Hoffmann werd in 1952 lid van de paramilitaire Gesellschaft für Sport und Technik (GST). In 1953 vluchtte Hoffmann naar de Bondsrepubliek en vestigde zich weer in Neurenberg. Hij volgde een grafische opleiding, gevolgd door de kunstacademie van Neurenberg en van München.
In 1973 richtte Hoffmann zijn Wehrsportgruppe Hoffmann op. Deze organisatie werd in de Bondsrepubliek in januari 1980 verboden. Op 26 september 1980 pleegde Gundolf Köhler, die aan oefeningen van de Wehrsportgruppe had deelgenomen, een bomaanslag op het Oktoberfest van München, waarbij 13 mensen om het leven kwamen. In december 1980 werden in Neurenberg een joodse uitgever en zijn vrouw doodgeschoten door Uwe Behrendt, een lid van de Wehrsportgruppe Hoffmann. De betrokkenheid van Hoffmann kon niet worden bewezen. In 2012 kwam uit de archieven van het Ministerium für Staatssicherheit van de DDR naar voren dat de Stasi contacten onderhield met de Wehrsportgruppe Hoffmann en het mogelijk maakte dat leden van de Wehrsportgruppe Hoffmann een terroristische opleiding kregen in Libanon.
In 1981 werd Karl-Heinz Hoffman gearresteerd en in 1984 veroordeeld tot een gevangenisstraf van 9 jaar en 6 maanden. Wegens goed gedrag werd hij in 1989 vervroegd vrijgelaten.
Tegenwoordig is Hoffmann actief in de vastgoedsector in zijn geboorteplaats Neurenberg en in Kahla.